# Dr. Dre Presents the Aftermath
Dr. Dre Presents the Aftermath (Dr. Dre apresenta a Aftermath) é uma compilação do rapper Dr. Dre, lançada em 26 de Novembro de 1996, após sua saída da Death Row Records, e é o primeiro lançamento da até então recém estabilizada Aftermath Entertainment. Apesar de apresentar o nome de Dr. Dre na capa, de ter estreado na 6ª posição da Billboard 200 e do álbum ter ganho o certificado de platina pela RIAA, o álbum não recebeu muitas críticas positivas e também não foi um dos sucessos de 96.
O álbum apresenta vários artistas que na época eram os novos contratados da gravadora—muitos dos quais rapidamente se desassociaram com a gravadora antes mesmo de ver seus projetos serem lançados. Dr. Dre só canta em apenas uma faixa, "Been There, Done That", a qual se tornou o maior sucesso do disco. Outra faixa famosa é "East Coast/West Coast Killas", produzida por Dr. Dre e cantada por Nas, RBX, KRS-One e B-Real, nomeados como "Group Therapy".
| Críticas profissionais                                                      | Críticas profissionais |
| Avaliações da crítica                                                       | Avaliações da crítica  |
| Fonte                                                                       | Avaliação              |
| --------------------------------------------------------------------------- | ---------------------- |
| Allmusic                                                                    | [ 2 ]                  |
| Entertainment Weekly                                                        | (B+)                   |
| Rap Pages magazine                                                          | (mixed)                |
| Esta tabela precisa de ser acompanhada por texto em prosa. Consulte o guia. |                        |

## Faixas
| #  | Título                            | Produtor(es)                                     | Cantor(es)                                                        | Sample(es)                                             |
| -- | --------------------------------- | ------------------------------------------------ | ----------------------------------------------------------------- | ------------------------------------------------------ |
| 1  | "Aftermath (the Intro)"           | Dr. Dre, Mel-Man (co-producer)                   | RC, Sid McCoy                                                     |                                                        |
| 2  | "East Coast/West Coast Killas"    | Dr. Dre, Stu-B-Doo, Stocks McGuire (co-producer) | Group Therapy (B-Real, KRS-One, Nas, RBX)                         | Quincy Jones - "Ironside"                              |
| 3  | "Shittin' on the World"           | Dr. Dre, Mel-Man                                 | D-Ruff, Hands-On, Mel-Man                                         | The Fuzz - "I Love You For All Seasons"                |
| 4  | "Blunt Time"                      | Dr. Dre, Stu-B-Doo (co-producer)                 | RBX                                                               | Quincy Jones - "Summer In The City"                    |
| 5  | "Been There, Done That"           | Bud'da, Dr. Dre                                  | Dr. Dre                                                           |                                                        |
| 6  | "Choices"                         | Ewart A. Wilson, Jr., Floyd Howard, Glen Mosley  | Kim Summerson                                                     | Isaac Hayes - "Look of Love"                           |
| 7  | "As the World Keeps Turning"      | Flossy P, Chris "The Glove" Taylor (co-producer) | Cassandra McCowan, Mike Lynn, Miscellaneous (Flossy P, Stu-B-Doo) |                                                        |
| 8  | "Got Me Open"                     | Bud'da                                           | Hands-On, Dr Dre                                                  | Real Live featuring K-Def & Larry O - "Real Live Shit" |
| 9  | "Str-8 Gone"                      | Bud'da                                           | King T                                                            |                                                        |
| 10 | "Please"                          | Maurice Wilcher                                  | Maurice Wilcher, Nicole Johnson                                   |                                                        |
| 11 | "Do 4 Love"                       | Bud'da                                           | Jheryl Lockhart                                                   | Heath Brothers - "Smiling Billy Suite Pt. 2"           |
| 12 | "Sexy Dance"                      | Bud'da, Dr. Dre                                  | Cassandra McCowan, Jheryl Lockhart, RC                            |                                                        |
| 13 | "No Second Chance"                | Rodney Duke, Rose Griffin                        | Who'z Who                                                         |                                                        |
| 14 | "L.A.W. (Lyrical Assault Weapon)" | Stu-B-Doo                                        | Sharief                                                           |                                                        |
| 15 | "Nationowl"                       | Bud'da                                           | Nowl                                                              |                                                        |
| 16 | "Fame"                            | Dr. Dre, Chris "The Glove" Taylor (co-producer)  | Jheryl Lockhart, King T, RC                                       | David Bowie - "Fame"                                   |

## Desempenho nas paradas
Álbum
| Parada (1996)               | Posição |
| --------------------------- | ------- |
| U.S. Billboard 200          | 6       |
| U.S. Top R&B/Hip-Hop Albums | 3       |

Singles
| Ano  | Single                         | Posição nas paradas | Posição nas paradas | Posição nas paradas | Posição nas paradas |
| Ano  | Single                         | Billboard Hot 100   | Rhythmic Top 40     |                     |                     |
| 1996 | "Been There, Done That"        | –                   | 40                  |                     |                     |
| 1996 | "East Coast/West Coast Killas" | –                   | –                   |                     |                     |